# یوناس استاگایتیس
یوناس استاگایتیس (انگلیسی: Jonas Staugaitis; ۲۰ مهٔ ۱۸۶۸ – ۱۸ ژانویهٔ ۱۹۵۲) سیاست‌مدار اهل لیتوانی بود. وی از ۱۸ دسامبر ۱۹۲۶ تا ۱۹ دسامبر ۱۹۲۶ رئیس‌جمهور موقت این کشور بود.
یوناس استاگایتیس در ۱۸ ژانویه ۱۹۵۲، در سن ۸۳ سالگی درگذشت.